# لوك كوبمانس
لوك كوبمانس (بالهولندية: Luuk Koopmans) (18 نوفمبر 1993 بأوس في هولندا - ) هو لاعب كرة قدم هولندي في مركز حراسة المرمى. لعب مع إن إي سي نيميخن وتوب أوس وJong PSV ‏ وOSS '20 ‏.

## روابط خارجية
- لوك كوبمانس على موقع قاعدة بيانات كرة القدم.إي يو (الإنجليزية)
- لوك كوبمانس على موقع Soccerway.com (الإنجليزية)
- لوك كوبمانس على موقع عالم كرة القدم.نت (الإنجليزية)
- لوك كوبمانس على موقع AS.com (الإسبانية)